# José Hernán Palazzo
José Hernán Palazzo (Mar del Plata, Provincia de Buenos Aires, 24 de febrero de 2000) es un piloto argentino de automovilismo de velocidad. Iniciado en el ámbito del karting, debutó profesionalmente en el Fórmula Renault Argentina en el año 2016. Durante esa temporada, debutó también en automóviles de turismo al competir en la Clase Súper del Turismo Internacional al comando de un BMW E36.
Fue partícipe del campeonato 2017 de Fórmula Renault, donde fue protagonista de una situación que le terminó costando la pérdida del campeonato. Tras haber peleado el título hasta las últimas fechas, una situación en pista con su rival de turno Hernán Satler, provocó que la definición sea llevada a los estrados de la Comisión Deportiva Automovilística del Automóvil Club Argentino, donde se determinó la descalificación de Palazzo y la correspondiente sanción con la quita de todos los puntos obtenidos.

## Biografía
Si bien nació en la localidad de Mar del Plata, Hernán Palazzo es miembro de una reconocida familia de automovilistas representantes de las localidades de Pinamar y Villa Gesell, entre los que se destacaron su abuelo José y su tío Claudio, quien supo ser campeón en el año 2016 de la Clase Súper del Turismo Internacional. En este sentido, la carrera de Hernán comenzó en el ámbito del karting, donde compitió entre los años 2007 y 2016, logrando 3 subcampeonatos en la categoría Pre-Junior entre 2010, 2011, 2012.
Tras su paso por el karting, en 2016 tuvo su debut profesional al participar en la Fórmula Renault Argentina, siendo contratado por el equipo Litoral Group. En esta misma temporada, tuvo su debut en categorías de turismos al competir en la Clase Súper del Turismo Internacional, al comando de un BMW E36 propiedad de su tío Claudio Palazzo, quien en esa misma temporada se proclamó campeón de dicha divisional.
En el año 2017, Palazzo tuvo su temporada más exhaustiva al participar en la Fórmula Renault Argentina y tener participaciones especiales en otras categorías. El 19 de agosto de 2017 tuvo su primera incursión a nivel internacional, al debutar en la Fórmula 3 Brasil al comando de un Dallara-Berta del equipo Prop Car. Su participación se limitó solo a las dos competencias de esa fecha, logrando en ambas ocasiones subir al podio en segundo y tercer lugar respectivamente. Por otra parte, el 9 de septiembre de 2017 debutó en la Fórmula Renault Plus, categoría donde también tuvo un paso breve al participar de las dos competencias corridas en ese fin de semana, al comando de un Crespi-Renault del equipo Aimar Motorsport. Sin embargo, su mejor actuación la tuvo en la Fórmula Renault Argentina, donde se inició compitiendo bajo el ala del Litoral Group, logrando además su primer triunfo en la segunda carrera de la primera fecha, corrida el 26 de marzo en el Autódromo Oscar y Juan Gálvez de Buenos Aires. Sin embargo, tras las primeras 7 fechas, anunció su salida de esta escudería y su incorporación al equipo LR Team con vistas a continuar su carrera deportiva. El cambio de equipo rindió sus frutos al alzarse tres veces más con la victoria, en el estreno mismo de la escudería ocurrido en el Parque Ciudad de General Roca y en las competencias de Buenos Aires y San Juan. Aquellas victorias lo colocaron al frente de las acciones en la lucha por el campeonato, sin embargo, cuando todo parecía encaminado hacia la coronación, una situación confusa en pista con su rival de turno Hernán Satler en la última fecha de la temporada, llevó la definición a los estrados de la Comisión Deportiva Automovilística del Automóvil Club Argentino, quienes dictaminaron sancionar a Palazzo con la quita de todos los puntos obtenidos en el campeonato, declarando finalmente como campeón a Satler.
Tras haber perdido el campeonato de la FRA en los escritorios, su carrera continuó en 2018 debutando en la divisional TC Mouras, donde también fue partícipe de la lucha por el título al comando de un Torino Cherokee del equipo Coiro Dole Racing. En esta, consiguió clasificar a la etapa de definición de 2019, finalizando en la tercera posición del play-off y 12º en el campeonato general. Compitió además en TC 2000, donde participó como piloto del equipo PSG-16 al comando de un C4 Lounge, donde quedó tercero en 2018.
En 2020 debutó en el Súper TC 2000 con Toyota Gazoo Racing YPF Infinia, pero luego de dos carreras fue remplazado por Franco Vivian. También debutó en Top Race V6, corriendo solamente una fecha, en la cual finalizó segundo. Por otro lado, ascendió al TC Pista.

## Resumen de carrera
| Temporada | Categoría                     | Equipo                          | Carreras     | Victorias    | Poles        | VR           | Podios       | Puntos       | Pos.         |
| --------- | ----------------------------- | ------------------------------- | ------------ | ------------ | ------------ | ------------ | ------------ | ------------ | ------------ |
| 2016      | Turismo Internacional         | San José Motor Sport            | 2            | 0            | 0            | 0            | 1            | 26           | 15.º         |
| 2016      | Fórmula 4 Nueva Generación    |                                 | 1            | 0            | 0            | 0            | 0            | -            | -            |
| 2016      | Fórmula Renault 2.0 Argentina | Litoral Group                   | 23           | 0            | 0            | 0            | 0            | 181          | 12.º         |
| 2017      | Fórmula Renault 2.0 Argentina | Litoral Group                   | 23           | 4            | 1            | 0            | 9            | 0            | NC           |
| 2017      | Fórmula Renault Plus          | Aimar Motorsport                | 2            | 0            | 0            | 0            | 0            | 10           | 44.º         |
| 2017      | Fórmula 3 Brasil              | PropCar Racing                  | 2            | 0            | 0            | 0            | 2            | 21           | 8.º          |
| 2018      | TC 2000                       | Citroën Total Racing Team PSG   | 14           | 3            | 2            | 1            | 5            | 334          | 3.º          |
| 2018      | TC Mouras                     | Donto Racing Dole Racing        | 14           | 1            | 3            | 0            | 4            | 465          | 12.º         |
| 2019      | TC 2000                       | Sportteam                       | 2            | 1            | 0            | 0            | 1            | 3            | 20.º         |
| 2019      | TC Mouras                     | Dole Racing                     | 15           | 2            | 4            | 2            | 8            | 572.75       | 3.º          |
| 2020      | Súper TC 2000                 | Toyota Gazoo Racing YPF Infinia | 8            | 0            | 0            | 0            | 0            | 0            | NC           |
| 2020      | Top Race V6                   | Toyota Gazoo Racing YPF Infinia | 2            | 0            | 0            | 0            | 1            | 26           | 13.º         |
| 2020      | TC Pista                      | Coiro Dole Racing               | 2            | 0            | 0            | 0            | 0            | 33           | 36.º         |
| 2021      | Súper TC 2000                 | Toyota Gazoo Racing YPF Infinia | 1            | 0            | 0            | 0            | 0            | 0            | NC           |
| 2021      | TC Pista                      | Coiro Dole Racing               | 7            | 1            | 0            | 0            | 1            | 201          | 26.º         |
| 2022      | TC Pick Up                    | Toyota Gazoo Racing Argentina   | 10           | 0            | 0            | 0            | 0            | 249.5        | 8.º          |
| 2022      | TC Pista                      | Coiro Dole Racing               | 15           | 0            | 0            | 0            | 1            | 252.5        | 20.º         |
| 2022      | Turismo Nacional - Clase 3    | Dole Racing                     | 1            | 0            | 0            | 0            | 0            | 8            | 46.º         |
| 2023      | TC Pista                      | Coiro Dole Racing               | Disputándose | Disputándose | Disputándose | Disputándose | Disputándose | Disputándose | Disputándose |
| Fuente:   |                               |                                 |              |              |              |              |              |              |              |

## Resultados

### TC Mouras
| Temporadas        | Temporadas      | Fechas | Fechas | Fechas | Fechas | Fechas | Fechas | Fechas | Fechas | Fechas | Fechas | Fechas | Fechas | Fechas | Fechas | Fechas | Posiciones finales  |
| Equipos           | Automóvil       | Fechas | Fechas | Fechas | Fechas | Fechas | Fechas | Fechas | Fechas | Fechas | Fechas | Fechas | Fechas | Fechas | Fechas | Fechas | Posiciones finales  |
| ----------------- | --------------- | ------ | ------ | ------ | ------ | ------ | ------ | ------ | ------ | ------ | ------ | ------ | ------ | ------ | ------ | ------ | ------------------- |
| 2018              | 2018            | 01     | 02     | 03     | 04     | 05     | 06     | 07     | 08     | 09     | 10     | 11     | 12     | 13     | 14     | 15     | 12º (465.00 puntos) |
| Donto Racing      | Chevrolet Chevy | 19     | 17     | 23     | 15     |        |        |        |        |        |        |        |        |        |        |        | 12º (465.00 puntos) |
| Coiro Dole Racing | Torino Cherokee |        |        |        |        | 16     | 5º     | 4º     | NP     | SV     | 3º     | 2º     | 8º     | 1º     | 3º     | 6º     | 12º (465.00 puntos) |
|                   |                 |        |        |        |        |        |        |        |        |        |        |        |        |        |        |        |                     |
| 2019              | 2019            | 01     | 02     | 03     | 04     | 05     | 06     | 07     | 08     | 09     | 10     | 11     | 12     | 13     | 14     | 15     | En disputa          |
| Coiro Dole Racing | Torino Cherokee | 3º     | 3º     |        |        |        |        |        |        |        |        |        |        |        |        |        | En disputa          |
| Coiro Dole Racing | Dodge Cherokee  |        |        | 3º     | 1º     | 20     | 1º     | 2º     | 10     | 5º     | 3º     | 13     |        |        |        |        | En disputa          |

### TC 2000
| Año  | Equipo                        | Auto            | 1    | 2    | 3   | 4   | 5    | 6    | 7   | 8   | 9     | 10    | 11  | 12   | 13   | 14    | 15   | 16    | 17    | 18    | 19  | 20    | 21    | 22     | 23     | Res. | Puntos |
| ---- | ----------------------------- | --------------- | ---- | ---- | --- | --- | ---- | ---- | --- | --- | ----- | ----- | --- | ---- | ---- | ----- | ---- | ----- | ----- | ----- | --- | ----- | ----- | ------ | ------ | ---- | ------ |
| 2018 |                               |                 | AG I | AG I | CDU | CDU | CON  | CON  | RC  | RC  | BA    | LP    | LP  | SL I | SL I | AG II | SMM  | SMM   | SL II | SL II | ROS | ROS   | PAR   | PAR    |        | 3°   | 334    |
| 2018 | Citroën Total Racing Team PSG | Citroën C4 II   | 9    | 3    | Ret | 7   | 21   | 1    | Ex. | 9   | Ex.   | 7     | 15† | 6    | 1    | 19    | 7    | 2     | Ret   | 2     | 4   | 4     | 1     | 15     |        | 3°   | 334    |
| 2019 |                               |                 | AG   | AG   | OLA | OLA | RC I | RC I | CDU | CDU | PAR I | PAR I | SNI | SNI  | ROS  | ROS   | BA I | RC II | RC II | OBE   | OBE | BA II | BA II | PAR II | PAR II | 21°  | 3      |
| 2019 | Sportteam                     | Renault Fluence | 12   | 11   |     |     |      |      |     |     |       |       |     |      |      |       |      |       |       |       |     |       |       |        |        | 21°  | 3      |
| 2019 | Citroën Total Racing Team PSG | Citroën C4 II   |      |      |     |     |      |      |     |     |       |       |     |      |      |       | 1    |       |       |       |     |       |       |        |        | 21°  | 3      |

### Súper TC 2000
| Año  | Equipo                          | Auto               | 1    | 2    | 3     | 4     | 5    | 6    | 7     | 8     | 9      | 10     | 11    | 12    | 13  | 14  | 15    | 16  | 17   | 18   | 19    | 20    | 21    | 22   | Res. | Puntos |
| ---- | ------------------------------- | ------------------ | ---- | ---- | ----- | ----- | ---- | ---- | ----- | ----- | ------ | ------ | ----- | ----- | --- | --- | ----- | --- | ---- | ---- | ----- | ----- | ----- | ---- | ---- | ------ |
| 2020 |                                 |                    | BA I | BA I | BA II | BA II | AG I | AG I | AG II | AG II | BA III | BA III | BA IV | BA IV | RC  | RC  | PAR   | PAR | BA V | BA V | BA VI |       |       |      | -    | 0      |
| 2020 | Toyota Gazoo Racing YPF Infinia | Toyota Corolla XII | 17   | Ex.  | Ret   | Ret   |      |      |       |       |        |        |       |       | 17  | Ret | 16    | Ret |      |      |       |       |       |      | -    | 0      |
| 2021 |                                 |                    | BA I | BA I | BA II | BA II | AG   | AG   | SNI   | SNI   | BA III | BA III | PAR   | PAR   | TOA | TOA | BA IV | VIL | VIL  | ROS  | ROS   | AG II | AG II | BA V | -    | -      |
| 2021 | Toyota Gazoo Racing YPF Infinia | Toyota Corolla XII |      |      |       |       |      |      |       |       |        |        |       |       |     |     | 9     |     |      |      |       |       |       |      | -    | -      |